# 데릭 드 린트

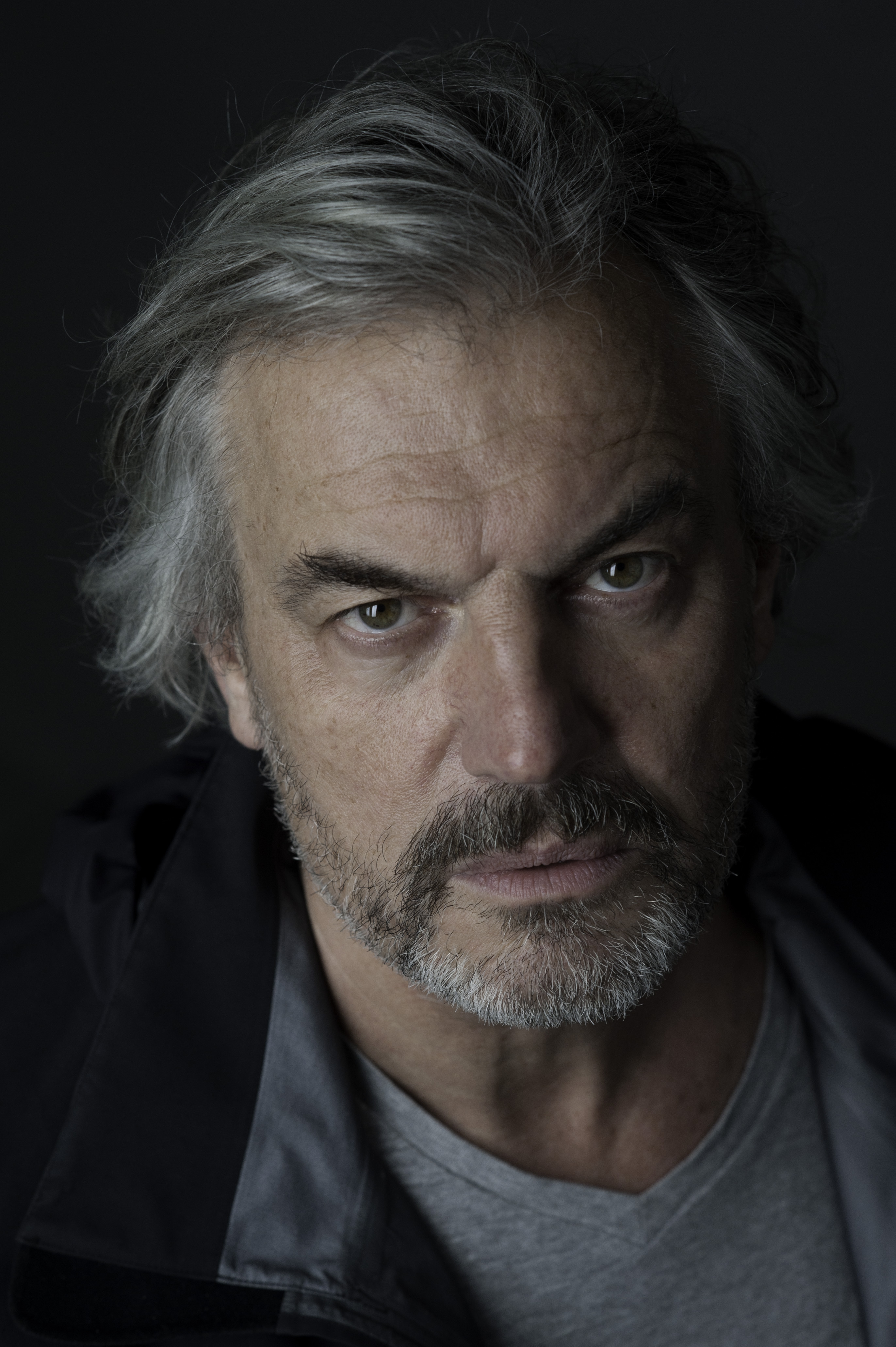

데럭 더린트(Derek de Lint, 1950년 7월 17일 ~ )는 네덜란드 왕국의 배우이다.
헤이그에서 태어났다.

## 영화
- 레드배드 (2018년)
- 화이트 킹 (2016년)
- 달타냥의 검 (2015년)
- 제독: 미힐 드 로이테르 (2015년)
- 발렌티노 (2013년) - 카렐 역
- 툴라: 더 리볼트 (2013년) - 바론 반 웨스터홀트 역
- 데이라이트 (2013년)
- 로봇의 눈물 (2012년) - 톰 역
- 페인리스 (2012년)
- 올 댓 웨이 포 러브 (2011년) - 캐스퍼 역
- 왕의 편지 (2008년)
- 블랙북 (2006년)
- 낯선 사람에게서 전화가 올 때 (2006년)
- 인투 더 웨스트 (2005년)
- 톰 앤 토마스 (2002년)
- 슈퍼스티션 (2001년)
- 소울 어쌔신 (2001년)
- 딥 임팩트 (1998년)
- 폴터가이스트 - TV 시리즈 (1996년)
- 제3의 눈 (1995년)
- 어페어 플레이 (1995년)
- 포인트맨 (1994년)
- 앤지 (1993년)
- 엔드리스 게임 (1990년)
- 금단의 사랑 (1988년)
- 프라하의 봄 (1988년)
- 한밤의 암살자 (1986년)
- 바로코 (1976년)